# Liste der Steinkreuze in Bamberg
Diese sortierbare Liste enthält Steinkreuze (Sühnekreuze, Kreuzsteine etc.) der oberfränkischen Stadt Bamberg in Bayern. Die Liste ist möglicherweise unvollständig.

## Liste bekannter Steinkreuze
| Bild | Objekt                                            | Kurzbeschreibung                                                      | Material  | Abmessungen Höhe:Breite:Dicke | Entstehung      | BLfD-Referenz   | Gemeinde/Stadt          | Koordinaten                      | Bemerkung |
| ---- | ------------------------------------------------- | --------------------------------------------------------------------- | --------- | ----------------------------- | --------------- | --------------- | ----------------------- | -------------------------------- | --------- |
|      | Kreuzstein Munagelände                            | Kreuzstein mit lat. Kreuz. siehe auch: Suehnekreuze.de                | Sandstein | 128:76:27-50                  | ?               | D-4-61-000-2555 | Bamberg / Fechserschlag | 49° 53′ 19,9″ N, 10° 55′ 41,3″ O |           |
|      | Steinkreuz im Hof des Erzbischöflichen Ordinariat | Steinkreuz mit Kleeblattenden auf Sockel. siehe auch: Suehnekreuze.de | Sandstein | 105:90: ?                     | 1684            |                 | Bamberg / Domplatz      | 49° 53′ 26,1″ N, 10° 53′ 1,8″ O  |           |
|      | Kräzige Ruhstein                                  | Kreuzstein mit Figuren. siehe auch: Suehnekreuze.de                   | Sandstein | 88:83:30                      | 15. Jahrhundert | D-4-61-000-2410 | Bamberg / Fechserschlag | 49° 53′ 12,6″ N, 10° 55′ 43,1″ O |           |